# Paradoxostoma guildertonense
Paradoxostoma guildertonense is een mosselkreeftjessoort uit de familie van de Paradoxostomatidae. De wetenschappelijke naam van de soort is voor het eerst geldig gepubliceerd in 1978 door Hartmann.